# 正井泰夫
正井 泰夫（まさい やすお、1929年（昭和4年） - 2012年（平成24年）11月20日）は、日本の地理学者。立正大学名誉教授。

## 来歴
1929年（昭和4年）、東京府東京市小石川区小日向台町一丁目（現・文京区小日向二丁目）に生まれる。
1942年（昭和17年）に旧制東京高等師範学校附属中学校（現・筑波大学附属中学校・高等学校）に入学。学徒勤労動員により東京女子高等師範学校（現・お茶の水女子大学）正門付近の建物の取り壊し作業などにも従事。1945年（昭和20年）5月25日深夜の最後の東京大空襲では、江戸川橋方面より迫る火の手から逃れるため家族とともに徒歩10分の附属中へ逃げたが、目の前で木造校舎が焼け落ちたため、護国寺に避難した。
その後も戦後占領期にかけて学び、1947年に東京高師附属中を卒業。アルバイトのひとつとしてやった米軍基地での労務作業などを契機に英語力を磨く。1953年（昭和28年）、（旧制）東京文理科大学の最後の卒業生のひとりとして地理学科を卒業。同大学では、青野寿郎、尾留川正平の下で学ぶ。
1957年（昭和32年）にフルブライト留学生として渡米し、1960年（昭和35年）、ミシガン州立大学大学院博士課程修了。1962年（昭和37年）、「静岡地域およびLansing地域の比較研究」により、（旧制）東京文理科大学大学院より理学博士を取得。博士号の主査は青野寿郎が務め、は東京文理科大学の地理学系では最後の博士号取得者（学位記番号394）となった。
1963年（昭和38年）、立正大学地理学科講師。1974年（昭和49年）、お茶の水女子大学教授。1975年（昭和50年）、筑波大学教授。1984年（昭和59年）、立正大学文学部教授、のち、1998年（平成10年）地球環境科学部教授を経て、2000年（平成12年）に退職後、名誉教授。この間、日本地理教育学会会長、日本国際地図学会会長などを歴任。

## 主な著書

### 単著
- 都市の環境 : 日本の都市像（環境と人間の科学 2）、三省堂、1971年
- 東京の生活地図、時事通信社、1972年
- 日米都市の比較研究、古今書院、1977年
- アメリカとカナダの風土 : 日本的視点、二宮書店、1985年（1995年に改訂版）
- アトラス東京 : 地図でよむ江戸～東京、平凡社、1986年
- 都市地図の旅、原書房、1986年
- 城下町東京 : 江戸と東京との対話、原書房、1987年
- グローバル世界地誌 : 大西洋圏と太平洋圏、二宮書店、1991年
- 江戸東京大地図 : 地図でみる江戸東京の今昔、平凡社、1993年
- 江戸・東京の地図と景観 : 徒歩交通百万都市からグローバル・スーパーシティへ、古今書院、2000年

このほか、共著、編集した学術書があり、さらに、一般向けの地図帳類、学習参考書類を数多く監修した。